# Клинч, Дэнни
Дэнни Клинч (англ. Danny Clinch; род. 1964, Томс-Ривер, Нью-Джерси, США) — американский фотограф, наиболее известный по работе с такими исполнителями, как Боб Дилан, Джонни Кэш, Брюс Спрингстин, Тупак Шакур, The Smashing Pumpkins, Blind Melon, Dave Matthews Band, Phish, Николь Эткинс и Бьорк, а также в качестве режиссёра ряда концертов популярных рок-групп.

## Биография
В 1982 году Клинч окончил восточную среднюю школу Томс-Ривер. После учёбы в колледже округа Оушен в течение двух лет посещал Школу фотографии Новой Англии — учебное заведение, расположенное в Бостоне, штат Массачусетс. Клинч начинал карьеру в качестве стажёра у известного фотографа Энни Лейбовиц. Согласно биографии Клинча его «ненавязчивый» стиль съёмки, является одной из особенностей, которые привлекают к сотрудничеству объектов его фотографий.
За время своей работы Клинч публиковался в изданиях по всему миру, включая Vanity Fair, Spin, The New Yorker, The New York Times и Rolling Stone. Помимо этого, Клинч организовал несколько персональных фотовыставок и опубликовал три книги: «Discovery Inn», «When the Iron Bird Flies», «Still Moving». В феврале 2016 года он принял участие в телепередаче «60 минут».
В 2003 году Клинч основал кинокомпанию Three on the Tree Productions, базирующуюся в Нью-Йорке. 18 сентября 2008 он стал одним из 43 известных фотографов, приглашенных поучаствовать в благотворительной акции «FOCUS: an auction of the finest photography to benefit City Harvest….» — созданной для сбора средств нью-йоркскому банку продуктов питания.
Клинч является режиссёром концертного DVD задокументировавшего турне группы Pearl Jam 2006 года по Италии — «Immagine in Cornice». В 2013 году он снял музыкальное видео на сингл этой группы — «Mind Your Manners». Также он руководил подборкой материала DVD-издания альбома Devils & Dust Брюса Спрингстина.

## Фильмография
- Ben Harper: Pleasure and Pain (2002)
- 270 Miles from Graceland: Live from Bonnaroo 2003 (2003)
- Ani DiFranco: Trust (2004)
- Guster on Ice: Live from Portland Maine (2004)
- Specimens of Beauty (2004)
- Foo Fighters: Skin and Bones (2006)
- Pearl Jam: Immagine in Cornice (2007)
- John Mayer: Where the Light is (2008)
- Dispatch: Zimbabwe (2008) (последний концерт группы Dispatch, был записан в 2007 году)
- Between the Lines: Sara Bareilles Live at the Fillmore (2008)
- NY-Z — An ABSOLUT Collaboration with Jay-Z (2010)
- I’m in I’m Out and I’m Gone: The Making of Get Up! (2013)
- Pearl Jam — «Lightning Bolt» (2013)
- The Avett Brothers — «February Seven»
- Chris Stapleton — «Dodge Ram» (2016)
- Leon Bridges — «This Is Home» (2016)[9]
- Let’s Play Two: Pearl Jam Live at Wrigley Field (2017)
- All I Can Say (2019)[10]